# Rally de Montecarlo de 2016
El Rally de Montecarlo de 2016, oficialmente 84ème Rallye Automobile Monte-Carlo, fue la 84.ª edición y la primera ronda de la temporada 2016 del Campeonato Mundial de Rally. Se celebró del 21 al 24 de enero y contó con un itinerario de dieciséis tramos sobre asfalto que sumaban un total de 356,16 km cronometrados. Fue también la primera ronda de los campeonatos WRC 2, WRC 3, JWRC y la RGT Cup.
El campeón mundial Sébastien Ogier comenzó la temporada con una victoria en Montecarlo, y su tercera consecutiva en el Principado y la 33.ª de su carrera en la WRC.

## Itinerario
| Día 1 | SS   | Nombre                                     | Distancia | Ganador           | Automóvil             | Tiempo  | Líder           |
| ----- | ---- | ------------------------------------------ | --------- | ----------------- | --------------------- | ------- | --------------- |
| Día 1 | SS1  | Entrevaux – Val de Chalvagne - Rouaine     | 21.25 km  | Sébastien Ogier   | Volkswagen Polo R WRC | 12:21.9 | Sébastien Ogier |
| Día 1 | SS2  | Barles – Seyne                             | 20.38 km  | Kris Meeke        | Citroën DS3 WRC       | 13:06.1 | Kris Meeke      |
| Día 2 | SS3  | Corps – La Salle en Beaumont 1             | 14.65 km  | Sébastien Ogier   | Volkswagen Polo R WRC | 8:07.5  | Kris Meeke      |
| Día 2 | SS4  | Aspres les Corps – Chauffayer 1            | 25.78 km  | Kris Meeke        | Citroën DS3 WRC       | 13:55.9 | Kris Meeke      |
| Día 2 | SS5  | Les Costes – Chaillol 1                    | 17.82 km  | Sébastien Ogier   | Volkswagen Polo R WRC | 9:23.6  | Sébastien Ogier |
| Día 2 | SS6  | Corps – La Salle en Beaumont 2             | 14.65 km  | Sébastien Ogier   | Volkswagen Polo R WRC | 8:05.4  | Sébastien Ogier |
| Día 2 | SS7  | Aspres les Corps – Chauffayer 2            | 25.78 km  | Kris Meeke        | Citroën DS3 WRC       | 14:16.9 | Kris Meeke      |
| Día 2 | SS8  | Les Costes – Chaillol 2                    | 17.82 km  | Sébastien Ogier   | Volkswagen Polo R WRC | 9:31.3  | Sébastien Ogier |
| Día 3 | SS9  | Lardier et Valenca – Faye 1                | 51.55 km  | Sébastien Ogier   | Volkswagen Polo R WRC | 30:47.8 | Sébastien Ogier |
| Día 3 | SS10 | St Léger Les Mélèzes – La Bâtie Neuve 1    | 17.13 km  | Andreas Mikkelsen | Volkswagen Polo R WRC | 12:01.3 | Sébastien Ogier |
| Día 3 | SS11 | Lardier et Valenca – Faye 2                | 51.55 km  | Kris Meeke        | Citroën DS3 WRC       | 30:26.6 | Sébastien Ogier |
| Día 3 | SS12 | St Léger Les Mélèzes – La Bâtie Neuve 2    | 17.13 km  | Thierry Neuville  | Hyundai i20 WRC       | 11:39.6 | Sébastien Ogier |
| Día 3 | SS13 | Sisteron – Thoard                          | 36.60 km  | Thierry Neuville  | Hyundai i20 WRC       | 22:55.4 | Sébastien Ogier |
| Día 4 | SS14 | Col de l’Orme – St Laurent 1               | 12.02 km  | Sébastien Ogier   | Volkswagen Polo R WRC | 8:15.0  | Sébastien Ogier |
| Día 4 | SS15 | La Bollène Vésubie – Peira Cava            | 21.36 km  | Andreas Mikkelsen | Volkswagen Polo R WRC | 14:09.2 | Sébastien Ogier |
| Día 4 | SS16 | Col de l’Orme – St Laurent 2 (Power stage) | 12.02 km  | Sébastien Ogier   | Volkswagen Polo R WRC | 8:09.6  | Sébastien Ogier |

## Clasificación final
| Pos.     | Piloto                | Copiloto          | Equipo                                | Automóvil               | Tiempo    | Diferencia | Puntos |     |     |
| WRC      | WRC                   | WRC               | WRC                                   | WRC                     | WRC       | WRC        | WRC    | WRC | WRC |
| -------- | --------------------- | ----------------- | ------------------------------------- | ----------------------- | --------- | ---------- | ------ | --- | --- |
| 1        | Sébastien Ogier       | Julien Ingrassia  | Volkswagen Motorsport                 | Volkswagen Polo R WRC   | 3:49:53.1 | 0.0        | 28     |     |     |
| 2        | Andreas Mikkelsen     | Anders Jæger      | Volkswagen Motorsport II              | Volkswagen Polo R WRC   | 3:51:47.6 | +1:54.5    | 19     |     |     |
| 3        | Thierry Neuville      | Nicolas Gilsoul   | Hyundai Motorsport                    | Hyundai i20 WRC         | 3:53:11.0 | +3:17.9    | 15     |     |     |
| 4        | Mads Østberg          | Ola Fløene        | M-Sport World Rally Team              | Ford Fiesta RS WRC      | 3:54:40.8 | +4:47.7    | 12     |     |     |
| 5        | Stéphane Lefebvre     | Gabin Moreau      | Abu Dhabi Total World Rally Team      | Citroën DS3 WRC         | 3:57:28.7 | +7:35.6    | 10     |     |     |
| 6        | Dani Sordo            | Marc Martí        | Hyundai Motorsport                    | Hyundai i20 WRC         | 4:00:28.6 | +10:35.5   | 10     |     |     |
| 7        | Ott Tänak             | Raigo Mõlder      | DMACK World Rally Team                | Ford Fiesta RS WRC      | 4:01:33.0 | +11:39.9   | 6      |     |     |
| 8        | Elfyn Evans           | Craig Parry       | M-Sport World Rally Team              | Ford Fiesta R5          | 4:08:23.9 | +18:30.8   | 4      |     |     |
| 9        | Esapekka Lappi        | Janne Ferm        | Esapekka Lappi                        | Škoda Fabia R5          | 4:10:34.1 | +20:41.0   | 2      |     |     |
| 10       | Armin Kremer          | Pirmin Winklhofer | BRR Baumschlager Rallye & Racing Team | Škoda Fabia R5          | 4:10:37.0 | +20:43.9   | 1      |     |     |
| WRC 2    |                       |                   |                                       |                         |           |            |        |     |     |
| 1 (8.)   | Elfyn Evans           | Craig Parry       | M-Sport World Rally Team              | Ford Fiesta R5          | 4:08:23.9 | 0.0        | 25     |     |     |
| 2 (10.)  | Armin Kremer          | Pirmin Winklhofer | BRR Baumschlager Rallye & Racing Team | Škoda Fabia R5          | 4:10:37.0 | +2:13.1    | 18     |     |     |
| 3 (11.)  | Quentin Gilbert       | Renaud Jamoul     | Quentin Gilbert                       | Citroën DS3 R5          | 4:10:58.1 | +2:34.2    | 15     |     |     |
| 4 (13.)  | Quentin Giordano      | Valentin Sarreaud | Quentin Giordano                      | Citroën DS3 R5          | 4:14:56.5 | +6:32.6    | 12     |     |     |
| 5 (15.)  | Yoann Bonato          | Denis Giraudet    | Yoann Bonato                          | Citroën DS3 R5          | 4:20:09.6 | +11:49.7   | 10     |     |     |
| 6 (17.)  | José Antonio Suárez   | Cándido Carrera   | Quentin Giordano                      | Peugeot 208 T16 R5      | 4:26:42.2 | +18:18.3   | 8      |     |     |
| 7 (18.)  | Hubert Ptaszek        | Kamil Kozdroń     | The Ptock                             | Škoda Fabia R5          | 4:30:15.7 | +21:51.8   | 6      |     |     |
| 8 (22.)  | Lambros Athanassoulas | Nikolaus Zakheos  | Lasakris Foundation                   | Škoda Fabia R5          | 4:34:48.3 | +26:24.4   | 4      |     |     |
| 9 (39.)  | Simone Tempestini     | Matteo Chiarcossi | Napoca Rally Academy                  | Ford Fiesta R5          | 4:50:58.7 | +42:34.8   | 2      |     |     |
| 10 (51.) | Alain Foulon          | Bernard Ferro     | Alain Foulon                          | Mitsubishi Lancer Evo X | 5:00:47.1 | +52:23.2   | 1      |     |     |
| WRC 3    |                       |                   |                                       |                         |           |            |        |     |     |
| 1 (19.)  | Ole Christian Feiby   | Jonas Andersson   | Printsport                            | Citroën DS3 R3T         | 4:30:42.9 | 0.0        | 25     |     |     |
| 2 (21.)  | Jordan Berfa          | Damien Augustin   | Peugeot Rally Academy                 | Peugeot 208 R2          | 4:34:29.5 | +3:46.6    | 18     |     |     |
| 3 (23.)  | Fabio Andolfi         | Manuel Fenoli     | ACI Team Italia                       | Peugeot 208 R2          | 4:35:12.5 | +4:29.6    | 15     |     |     |
| 4 (24.)  | Damiano De Tommaso    | Massimiliano Bosi | ACI Team Italia                       | Peugeot 208 R2          | 4:36:54.5 | +6:11.6    | 12     |     |     |
| 5 (34.)  | Vincent Dubert        | Sébastien Pujol   | Vincent Dubert                        | Citroën DS3 R3T         | 4:46:41.6 | +15:58.7   | 10     |     |     |
| 6 (38.)  | Martin Koči           | Lukáš Kostka      | Martin Koči                           | Citroën DS3 R3T         | 4:49:14.4 | +18:31.5   | 8      |     |     |
| 7 (45.)  | Enrico Brazzoli       | Maurizio Barone   | Enrico Brazzoli                       | Peugeot 208 R2          | 4:56:34.9 | +25:52.0   | 6      |     |     |
| 8 (49.)  | Michel Fabre          | Maxime Vilmot     | Saintéloc Junior Team                 | Citroën DS3 R3T         | 5:00:24.6 | +29:41.7   | 4      |     |     |
| 9 (56.)  | Igor Giusti           | Patrick Chiappe   | Igor Giusti                           | Peugeot 208 R2          | 5:06:02.2 | +35:19.3   | 2      |     |     |